# Sente Sentjens
Sente Sentjens (født 2. september 2005 i Neerpelt) er en cykelrytter fra Belgien, der kører for Alpecin-Deceuninck Development Team. Han er søn af Roy Sentjens.

## Karriere
I maj 2023 blev det offentliggjort at Sente Sentjens fra 2024-sæsonen havde skrevet en treårig kontrakt med Alpecin-Deceuninck. Det første år var det planen at han skulle han køre for udviklingsholdet Alpecin-Deceuninck Development Team, inden han fra 2025 skulle rykkes op på World Tour-holdet. Men han fortsatte også den anden sæson for udviklingsholdet, selvom han den første halvdel af 2025 kørte flere løb for World Tour-holdet.